# 熙州 (甘粛省)
熙州（きしゅう）は、中国にかつて存在した州。北宋から金代にかけて、現在の甘粛省定西市西部および康楽県にまたがる地域に設置された。

## 概要
1072年（熙寧5年）、北宋により熙州が置かれた。熙州は秦鳳路に属し、狄道県と康楽寨と通谷・慶平・渭源・結河・南川・当川・南関・北関・臨洮の9堡と安羌城と広平堡を管轄した。
1142年（皇統2年）、金により熙州は臨洮府に昇格した。臨洮府は熙秦路に属し、狄道・当川・康楽の3県と慶平鎮と景骨城と通谷・渭源・南川・臨洮の4堡を管轄した。1187年（大定27年）、熙秦路は臨洮路・鳳翔路が分立し、臨洮府は臨洮路に属した。
1324年（泰定元年）、元により臨洮府は臨洮路と改められた。1369年（洪武2年）、明により臨洮路は臨洮府と改められた。1738年（乾隆3年）、清により臨洮府は蘭州府と改称された。